# Sankt Martin (Nadrenia-Palatynat)
Sankt Martin – miejscowość i gmina w Niemczech, w kraju związkowym Nadrenia-Palatynat, w powiecie Südliche Weinstraße, wchodzi w skład gminy związkowej Maikammer. Od 1 lipca 2014 do 8 czerwca 2015 wchodziła w skład gminy związkowej Edenkoben.                